# Ophion rufoniger
Ophion rufoniger är en stekelart som beskrevs av Kohl 1905. Ophion rufoniger ingår i släktet Ophion och familjen brokparasitsteklar. Inga underarter finns listade i Catalogue of Life.